# Kunbir atripennis
Kunbir atripennis är en skalbaggsart som först beskrevs av Maurice Pic 1925.  Kunbir atripennis ingår i släktet Kunbir och familjen långhorningar. Inga underarter finns listade i Catalogue of Life.